# Schnyder SA
Die Schnyder SA ist ein global ausgerichtetes Maschinenbauunternehmen mit Sitz in Biel/Bienne (Schweiz).

## Porträt
Die Schnyder SA stellt Verzahnungswerkzeuge wie Wälz- oder Formfräser, Stossmesser oder Schälräder her. Die Kunden kommen aus der Automobil- und Flugzeug- und Elektrowerkzeugindustrie sowie der Medizintechnik.
Laut der Fachzeitschrift maschine+werkzeug ist die Firma «einer der Technologie- und Qualitätsführer in der Herstellung von Verzahnungswerkzeugen mit Modulen von 0,05 bis 2,5» Millimetern. Der Exportanteil beträgt 93 Prozent. Bei Lenkritzel-Werkzeugen für die Automobilindustrie beträgt der Weltmarktanteil der Schnyder SA rund 40 Prozent.

## Geschichte
Gegründet wurde die Firma zur Fertigung von Pignonfräsern für die Uhrenindustrie im Jahr 1944 von Karl Schnyder. Zwei Jahre später wurde sie unter dem Namen Schnyder-Liechti AG in eine Aktiengesellschaft umgewandelt. 1976 erfolgte der Einstieg in die Automobil- und Flugzeugindustrie. In den Achtziger- und Neunzigerjahren erfolgten die Aufnahme der Stossmesserproduktion, das CNC-Messzentrum zur Präzisionsüberwachung, die Mikron-Fräserfertigung, der Eigenbau von CNC gesteuerten Hinterschleifmaschinen und die Inbetriebnahme des Fertigungs-Informationssystems. Zudem wurde die Firma in Schnyder SA umbenannt. 2014 wurde die Uhrenverzahnung wieder aufgenommen. Das Unternehmen hat bisher etwa 40'000 Artikel entwickelt und hergestellt.